# Pembroke Hamilton Club Zebras
O Pembroke Hamilton Club Zebras, ou simplesmente, PHC Zebras, é um clube de futebol fundado em 1950 na cidade de Hamilton (Pembroke Parish), Bermudas. Suas cores são: preto e branco.

## História
Fundado em 1950, o clube é um dos mais tradicionais das ilhas Bermudas, e isso pode ser comprovado com títulos. A agremiação é maior vencedora do Campeonato Bermudense de Futebol com 12 títulos, sendo o primeiro em 1971 e o mais recente na temporada 2023/2024. O clube também já conquistou 11 titulos da Copa das Bermudas.

## Títulos
| NACIONAIS | NACIONAIS               | NACIONAIS | NACIONAIS                                                                     |
|           | Competição              | Títulos   | Temporadas                                                                    |
| --------- | ----------------------- | --------- | ----------------------------------------------------------------------------- |
|           | Campeonato Bermudenense | 13        | 1971, 1977, 1985, 1986, 1989, 1990, 1992, 2000, 2008, 2018, 2019, 2023 e 2024 |
|           | Copa das Bermudas       | 11        | 1957, 1960, 1961, 1962, 1967, 1971, 1975, 1980, 1992, 2008, e 2017            |

### Elenco de 2025
[carece de fontes?]